# モーレツ探偵
モーレツ探偵（Mortadelo y Filemón）は、スペイン、ドイツで1995年1月14日から4月9日まで放送されたテレビアニメ。日本では1998年頃にキッズステーションで放送。本作はモルタデロとフィレモンを原作としている。

## キャラクター
モーレツ
声 - Enric Cusí、不明（日本語吹き替え版）
局長
声 - Miguel Ángel Jenner、江川大輔（日本語吹き替え版）
オフィーリア
声 - Rosa Pastó、木村亜希子（日本語吹き替え版）
- 役名不明 - 小暮英麻[4]

## エピソード
| # | サブタイトル          |
| - | --------------------- |
| 4 | トラブルボールを探せ! |